# خوان ألفونسو فوينتيس سوريا
خوان ألفونسو فوينتيس سوريا هو قاضي ودبلوماسي وسياسي غواتيمالي، ولد في 16 مايو 1947 في مدينة غواتيمالا في غواتيمالا.